# Vigne Americaine et La Viticulture en Europe
Vigne Americaine et La Viticulture en Europe (abreviado Vigne Amer. Vitic. Eur.) es un libro con ilustraciones y descripciones botánicas que fue escrito por el farmacéutico, botánico y pteridólogo francés Jules Emile Planchon y publicado en París en 35 volúmenes en los años 1877-1910 con el nombre de La Vigne Américaine (et la Viticulture en Europe); sa culture, son avenir en Europe.